# Tiberi III
Tiberi III Absimar  fou un oficial germànic de l'exèrcit romà d'Orient originalment anomenat Absimar (en grec: Αψίμαρος, Apsímaros), que va canviar el seu nom pel de Tiberi quan fou proclamat emperador per les tropes que havien fracassat a Cartago. El seu període de regnat (698-705) pertany a l'època que els historiadors consideren l'anarquia de l'Imperi Romà d'Orient, que s'havia iniciat amb la deposició de Justinià II. El regnat i la vida de Tiberi III va acabar amb el retorn de l'exili de Justinià II, però el període d'anarquia encara va continuar.

## Ascens al poder
El primer esment d'Absimar en els textos històrics és en relació al seu comandament dels Karabisianoi, a la flota de Lleonci II, enviada per recuperar els dominis africans que havien estat capturats pels àrabs. Lleonci va enviar al governador, el patrici Joan, amb un exèrcit de reforç, que va aconseguir forçar l'entrada del port de Cartago però finalment fou rebutjat i la ciutat va quedar destruïda, estat en el que quedaria per a sempre. Joan es va embarcar cap a Constantinoble per aconseguir un exèrcit i tornar a provar la reconquesta, però llavors el seu cap militar, Absimar, va convèncer els soldats que la derrota havia estat causada per Joan i els soldats es van revoltar quan van arribar a Creta.
Joan fou assassinat pels amotinats i Absimar proclamat emperador. En aquell moment va decidir que li calia canviar el seu nom i va triar el de Tiberi. La flota va seguir cap a Constantinoble en estat de rebel·lió. En arribar van saber que la ciutat estava patint una plaga. Tiberi va subornar els guàrdies del port i va entrar a Constantinoble sense resistència; sembla que va comptar amb el suport de la facció dels verds. Lleonci fou fet presoner, i Absimar va ordenar de tallar-li el nas i tancar-lo a un monestir. Es va coronar emperador el 15 de febrer del 706.

## El breu govern
Va donar per perduts els territoris africans i es va centrar en l'amenaça àrab a la frontera Est. Va nomenar al seu germà Heracli comandant de l'exèrcit (monostrategos) contra els àrabs. Heracli va envair Síria (699-700) i va tractar els habitants de forma cruel.Llavors va iniciar una invasió a Armènia, territoris que va mantenir durant un temps i va expulsar els àrabs de Cilícia amb fortes pèrdues per als contraris (703-704).
Tiberi va provar de fer fort l'imperi reorganitzant l'administració i amb aquest motiu es va proposar repoblar l'illa de Xipre que estava gairebé despoblada des dels atacs àrabs en època de Justinià II. Va enviar una delegació a Damasc per demanar al califa el retorn dels ciutadans xipriotes que s'havien endut presos. Al mateix temps va reforçar les construccions defensives de l'illa i va augmentar les tropes destinades allà traslladant tropes del Taure. A més va reorganitzar el tema de Cibirria i va fer reparar el tram de la muralla de Constantinoble que donava a la mar.
Li va arribar la notícia que Filípic, el fill d'un notable patrici de l'illa de Cefalònia, havia tingut un somni en què una àguila sobrevolava per damunt del seu cap. Tiberi va entendre que estava planejant rebel·lar-se contra ell i el va fer exiliar.

## Deposició
Mentrestant, l'antic emperador Justinià II, que era exiliat a Quersonès, s'havia guanyat l'hostilitat de tota la població. Els habitants, o més probablement un grup representatiu, va planejar matar-lo, i assabentat, Justinià es va escapar cap a la cort de Busiris, kan dels khàzars, on fou ben rebut. Busiris va donar a Justinià una germana seva (coneguda sota el nom grec de Teodora) en matrimoni i li va donar també la ciutat de Fanagòria a l'illa de Taman al Bòsfor Cimmeri. Tiberi III se'n va assabentar i va subornar Busiris, que va enviar missatgers per matar el seu hoste, però Teodora va descobrir l'afer i el va comunicar al seu marit que va matar als dos missatgers, va enviar a la seva dona amb Busiris i es va escapar a la cort de Tervel, rei dels búlgars.
Tervel va decidir restaurar a Justinià i es va presentar amb 50.000 guerrers davant de Constantinoble, abans que Tiberi III conegués tanmateix la fugida de Justinià de Fanagòria. Alguns partidaris de Justinià van introduir els búlgars a la ciutat i Tiberi III va haver de fugir. Justinià fou restaurat (704).
Tiberi, capturat a Apol·lònia, fou portat davant el nou emperador junt amb el seu germà Heracli; també hi fou portat l'antic emperador Lleonci que estava captiu. Tots estaven a l'hipòdrom i Justinià va posar el seu peu a la cara dels seus rivals i els va fer escoltar les cançons de joia que el poble (que estava com sempre amb el guanyador) cantava, i després els va fer matar.